# Blue Dragon
Blue Dragon (ブルードラゴン Burū Doragon?) es un juego de rol para la consola de videojuegos Xbox 360. Fue desarrollado por Mistwalker y Artoon, publicado y financiado por Microsoft Game Studios, basado en un diseño parecido a la serie de Final Fantasy por el creador de esta, Hironobu Sakaguchi, quién también supervisó el desarrollo de Blue Dragon. También cuenta con la ayuda de Akira Toriyama, creador de Dragon Ball y Dr. Slump entre otras series, que ha creado los personajes de este juego de rol.

## Argumento
La pequeña aldea de Talta recibe la visita anual del Terraburón, una criatura que posteriormente descubriremos que es mecánica, responsable de la constante destrucción del pueblo.
Shu y Yiro preparan una trampa para la criatura, al comenzar el ataque del tiburón mecánico, la joven Kluke les presta su apoyo. Al final no consiguen atraparlo, pero los tres amigos se cuelgan de una cuerda que el monstruo se había llevado por delante.
Arrastrados por el Terraburón llegan a una cueva y allí descubren que en realidad es una máquina. El Terraburón les lleva al cielo hasta una especie de fortaleza aérea camuflada entre nubes púrpuras. Allí dentro, los tres amigos conocen a Nené, el antagonista de la historia. Éste dice que pretende transformar y devolver al planeta a su forma original y someter a todos los habitantes. El Terraburón era un ejemplo de lo que hacía con los pueblos de todo el mundo. Entonces son expulsados de la nave, pero a la vez rescatados por una fuerza misteriosa. Delante de los 3 compañeros se presentan unas esferas de luz y una voz misteriosa les indica que se las traguen. Al verse nuevamente en peligro deciden obedecer a la voz y cada uno se traga una esfera. Al tragarse las esferas de luz Shu, Kluke y Yiro obtienen sus sombras y el poder de invocarlas. Gracias a eso consiguen escapar de la fortaleza, pero se encuentran muy lejos de Talta. 
Durante el viaje de vuelta visitan muchos pueblos, tierras arrasadas por Nené y gente afectada por su ambición. Shu, Yiro y Kluke deciden que lucharán contra Nené para terminar con el dolor que todo el mundo está sufriendo.

## Personajes

### Protagonistas
- Shu: El protagonista, un chico de 16 años, quien vive con su abuelo en el pequeño pueblo de Talta. Es apasionado, alegre y siempre dispuesto a ayudar a todo el mundo. Cuando Zola llega a su pueblo se da cuenta de que tiene una sombra llamada Blue Dragon que ni siquiera sabía que tenía; la invocó en un rescate de la gente de su pueblo lo convence de irse con Zola y así comienza su viaje.
- Kluke: Una chica de 16 años amable y madura, amiga de Shu y Yiro, en los que confía plenamente. Sus padres murieron en un ataque del Terraburón. Su sueño es ser médico, como sus padres. Está enamorada de Shu pero no quiere admitirlo. Shu y ella nacieron en el mismo día en un eclipse, por eso tienen una relación especial. Su Sombra es un Fénix, cuya principal arma son sus poderosos hechizos de magia negra.
- Yiro: Un joven de 17 años, amigo de Shu y Kluke. Los conoció por Zola, que la conoció cuando murieron sus padres en un ataque de los soldados y seguidores de Nene, en especial el robot mano derecha de Nene, Szabo, del cual busca vengarse. Es inteligente y disfruta del éxito de sus planes. Su relación con Shu es amistosa, aunque a veces discuten. Su Sombra es un Minotauro.
- Marumaro: Miembro de la tribu Devi. Vivía en la aldea Lago, con sus padres y sus hermanos pequeños. Un día se fue cuando invocó a Smilodón, su sombra, en busca de aventuras para combatir a la maldad y la delincuencia y se hace aliado de la justicia. Es entonces cuando conoce a Shu, Kluke y Yiro. Marumaro es muy travieso, pervertido, gracioso y siempre dice lo que piensa. Tiene alrededor de 14 años humanos y admira a Zola. Su Sombra destaca por su potencia.
- Zola: Antes de obtener su Sombra era una mercenaria. De 20 años de edad, es fuerte y distante de los otros. Nunca muestra sus sentimientos y siempre se mantiene alerta. Lidera los soldados del reino de Yibral. Cuando Shu y los demás llegaron a su ciudad natal, Zola estaba buscándolos, ahí ella se dio cuenta de que Shu tiene una sombra llamada Blue Dragon y le invita para que se una a su búsqueda, aunque Zola tiene un oscuro secreto. Su Sombra se llama Killerbat, un gigantesco murciélago.

### Antagonistas
- Nené: El villano principal, quien lidera los ataques contra los pueblos y ciudades. Él tiene una sombra llamada Kimera que contiene todo el poder de las sombras de Shu, Yiro, Kluke y Marumaro. Pertenece a los seres ancestrales, de los cuales él es el único superviviente. Se presenta siempre en su fortaleza aérea envuelta de nubes moradas. Su objetivo es devolver al mundo a su forma original y gobernarlo.
- Dethroy: La mascota de Nené, atada a él por su hombrera aunque Dethroy es un usuario de sombra aunque necesita cuerpo para reproducirla, durante un tiempo ese cuerpo sería el de Nené.
- El General Szabo: Es la mano derecha de Nené. Tiene varias habilidades como fusionarse, pero suele jugar sucio. Se trata de un robot fabricado por Nené. Cuando es destruido el rey Yibral lo repara y entonces jura fidelidad a los humanos y se pasa al bando de Shu y sus amigos.
- Ku silente: Es uno de los subordinados de Szabo. Usa pistolas para combatir con Shu y sus amigos. Le encanta la tecnología retro.
- Kesu rabioso: Subordinado de Szabo. Utiliza cuchillos para luchar.
- Sai de canícula: Está bajo las órdenes de Szabo. Da uso de sus largos brazos para lanzar todo tipo de bombas.
- Mai de la tempestad: Obedece las órdenes de Szabo. Corta a sus enemigos con sus largas espadas.
- Szabo supremo: Es la fusión de Szabo, Ku, Kesu, Sai y Mai.

### Secundarios
- Fushira: Es el abuelo de Shu y el único herrero de Talta. Fushira cuida de su nieto hasta el día en que Shu es arrastrado por el Terraburón. A pesar de su edad tiene una gran fuerza. Se preocupó mucho cuando Shu se fue con el resto del equipo a buscar a Nené para pararle los pies, pero en realidad le daba envidia.
- Yibral: Es el rey del reino de Yibral (tal y como su nombre indica). Él y Zola conocen a Shu cuando van a socorrer a los habitantes de Talta que viajaban a Yibral. Es responsable y digno del trono. También es un gran estratega. Ofrece hospitalidad a Shu y a su equipo en su reino durante la aventura. Repara a Szabo que se convierte en su mejor amigo.
- Sahlia: Una joven de 16 años de la aldea Devour. Nené plantó en esta aldea un árbol que encerró a sus habitantes en ella y los devoraba poco a poco. Sahlia una vez estuvo a punto de ser comida por el monstruoso árbol, pero sus padres sacrificaron sus vidas para salvarla. Esta tragedia la perturba hasta el punto que decide quitarse la vida, pero en el momento de hacerlo, Shu la salva y consigue convencerla para que no se rinda y siga adelante. Cuando Shu y sus amigos derrotan el árbol Sahlia se enamora de Shu. Sahlia es una chica madura, pero a la vez inocente, y prepara unas galletas riquísimas. Cuando Sahlia está con Shu, Kluke se pone siempre hecha una furia y muy nerviosa. (Según Yiro, cuando esto pasa, Kluke despide una aura muy inquietante).
- Toripo: Personaje topo que vende objetos a cambio de auras. Se desconocen sus objetivos.
- Sura-Sura: Novia de Guru-Guru.
- Guru-Guru: Personaje atrapado por espíritus.

## Manga
El 14 de noviembre de 2003, Shueisha anunció que una adaptación al manga de Blue Dragon se produciría. Blue Dragon: Secret Trick es dibujado por Shibata Ami y estaba previsto ser lanzado en enero de 2004. Posteriormente Tsuneo Takano y Takeshi Obata hicieron una nueva versión del manga llamada "Blue dragon Ral Ω Grad".

## Anime
La adaptación del anime fue dirigida por Yukihiro Matsushita, y animado por los Studio Pierrot y coproducido por SKY Perfect Wellthink, TV Tokyo y Pierrot como fue anunciado en noviembre de 2006. El anime comenzó a emitirse el 7 de abril de 2007 con diferentes actores de doblaje que los usados en el videojuego. Actualmente sigue emitiéndose esta serie y se esperan 51 episodios. El 16 de abril de 2007, Viz Media adquirió la licencia del anime en Norteamérica y Europa para ese mismo año, pero finalmente no ocurrió. Una segunda temporada de Blue Dragon llamada BLUE DRAGON 天空の七竜; BLUE DRAGON Tenkai no Shichi Ryuu; lit. "Blue Dragon: The Seven Sky Dragons" se lanzó el 5 de abril de 2008 en Japón.
Para Latinoamérica el anime fue licenciado por Viz Media en el 2010 y doblado en Venezuela y comenzó a ser emitido por el canal Trecevisión de Guatemala y luego por RTS de Ecuador. En España la serie fue licenciada por Luk International y emitida doblada a través de la página web de vído bajo demanda, animados.es, junto con otros títulos como Twin Princess o Footbal Dream, y también fue emitida en Cartoon Network, en Cataluña fue emitida por el Canal Super3 y en Galicia fue emitida por el programa Xabarín Club.en la comunidad valenciana se emitió en punt2

### Canciones
- Opening 1: "Friend" por Keita Tachibana (episodios 1-26)
- Opening 2: "Mune ni Kibou wo" por Haruka (episodios 27-51)
- Ending 1: "Fly So High" por Yu Yamada (episodios 1-16)
- Ending 2: "Kokoro" por SS501 (episodios 17-26)
- Ending 3: "Hana" por Masami Mitsuoka (episodios 27-38)
- Ending 4: "Sepia" por D-51 (episodios 39-51)

### Canciones (2.ª temporada)
- Opening 1: "Hikari No Sasu Hou He" por JiLL-Decoy association.
- Opening 2: "Aoi Mirai"
- Ending 1: "Tsubomi" por JiLL-Decoy association.
- Ending 2: "Sunny Day" por Lead.
- Ending 3: "I-Janai!"
- Ending 4: "Tsubomi"

### Doblaje

#### Versión japonesa
- Keiko Nemoto como Shu.
- Masaya Takatsuka como Blue Dragon.
- Erino Hazuki como Kluke.
- Daisuke Namikawa como Yiro.
- Kouji Ochiai como Minotauros.
- Romi Paku como Zola.
- Sakiko Uran como Marumaro.
- Jin Horikawa como Saber Tiger.
- Saki Nakajima como Bouquet.

#### Versión inglesa
- Yuri Lowenthal como Shu.
- Lex Lang como Blue Dragon.
- Michelle Ruff como Kluke.
- Andre Nepomuceno como Yiro.
- Kirk Thornton como Minotaur.
- Cindy Robinson como Zola.
- David Lodge como Nene.
- Liam O'Brien como Dolsk.

#### Versión latinoamericana
- Jorge Bringas como Shu.
- Jorge Marín como Blue Dragon.
- María José Estévez como Kluke.
- Jhonny Torres como Yiro.
- Emerson Gutiérrez como Minotauros.
- Lileana Chacón como Zola.
- Maythe Guedes como Marumaro.
- Néstor Brito como Saber Tiger.
- Yensi Rivero como Bouquet.

## Actualidad
La propiedad intelectual de Blue Dragon no ha recibido secuelas en los últimos años en las consolas sucesoras de la Xbox 360. Sin embargo, Microsoft ha mantenido su registro como derechos de autor y marca a su propiedad, su última actualización fue el 19 de julio del 2019 siendo nuevamente registrado y renovado.

### Homenaje a Akira Toriyama
El 8 de marzo de 2024, se dio a conocer el fallecimiento del famoso autor Akira Toriyama responsable de crear el diseño de los personajes de Blue Dragon, originalmente falleció el 1 de marzo del mismo año mediante un comunicado publicado por su familia. Microsoft publicó en sus redes sociales de Xbox en X (antes Twitter) un tributo hacia Toriyama, agradeciendo su participación en la industria de los videojuegos y mencionó a Dragon Ball como una obra legendaria que marco a muchas generaciones.
El 29 de marzo de 2024, Microsoft anuncio un nuevo fondo dinámico con la temática del videojuego Blue Dragon para las videoconsolas Xbox Series X y Series S, en homenaje a Akira Toriyama por su participación en el desarrollo del juego.